# Константинов, Александр Иванович
Александр Иванович Константинов (1909—1998) — советский шахматист, мастер спорта СССР (1950), заслуженный тренер России. По профессии — инженер-гидротехник.

## Биография
Жил в Ростове-на-Дону, с 1963 г. — в Волгограде. Выступал за команду ДСО «Урожай».
Неоднократно участвовал в чемпионатах РСФСР. Лучший результат — бронзовая медаль в 1949 г.
Лучший результат в полуфиналах чемпионатов СССР показал в 1951 г.: 5—7 места.
В составе сборной Волгоградской области стал победителем Спартакиады народов РСФСР 1967 г.
Проявил себя на тренерской работе. Работал с женой, которая под его руководством стала серебряным призёром чемпионата СССР 1954 г. и участницей турнира претенденток 1955 г. Позже организовал шахматную школу при волгоградском отделении ДСО «Урожай».
Автор статей по теории и других вопросам шахмат, а также популярного пособия для начинающих.

## Семья
- Жена — Юзефа Александровна Гурфинкель — советская шахматистка; международный мастер среди женщин (1954)[3].
  - Дочь — Татьяна Александровна Моисеева (род. 1952), мастер спорта СССР по шахматам.

## Книги
- Учись играть в шахматы, Краснодар, 1951.

## Вклад в теорию дебютов
Константинов является автором важного усиления игры черных в испанской партии. В конце 1950 — начале 1960-х гг. была популярна система 1. e4 e5 2. Кf3 Кc6 3. Сb5 Сc5, в частности, вариант 4. c3 f5 5. d4 fe. Константинову удалось обезвредить острый выпад белых 6. Кg5 (позже поиски преимущества велись после 6. dc, 6. Кfd2 и 6. С:c6) путем 6... Сb6, чтобы на 7. d5 продолжать 7... e3! с сильной контратакой. По свидетельству гроссмейстера Э. Е. Гуфельда, Константинов показывал ему свой анализ в 1961 г. Несколько позже это усиление обнаружили чешские шахматисты (в частности, Л. Кавалек), и в дебютных руководствах вариант оценивается на основании их партий.

## Спортивные результаты
| Год         | Город          | Соревнование                                                         | + | − | = | Результат | Место             |
| ----------- | -------------- | -------------------------------------------------------------------- | - | - | - | --------- | ----------------- |
| 1938        | Горький        | Всесоюзный турнир I категории (группа ?)                             |   |   |   |           | [ 6 ]             |
| 1939        | Ростов-на-Дону | Всесоюзный турнир I категории (группа ?)                             |   |   |   |           |                   |
|             | Саратов        | Первенство ЦС ДСО «Учитель»                                          |   |   |   |           |                   |
| 1949        | Ярославль      | Чемпионат РСФСР                                                      |   |   |   | ? из 13   | 3—4               |
| 1950        | Горький        | Полуфинал 18-го чемпионата СССР                                      | 4 | 2 | 9 | 8½ из 15  | 7                 |
| 1951        | Ярославль      | Чемпионат РСФСР                                                      |   |   |   | ? из 13   | 5—7               |
|             | Свердловск     | Полуфинал 19-го чемпионата СССР                                      |   |   |   |           | 5—7               |
| 1953        | Ростов-на-Дону | Полуфинал 21-го чемпионата СССР                                      | 3 | 8 | 4 | 5 из 15   | 14                |
| 1961 / 1962 | Новосибирск    | Полуфинал 30-го чемпионата СССР                                      | 4 | 5 | 6 | 7 из 15   | 9                 |
| 1963        | Алма-Ата       | Полуфинал 31-го чемпионата СССР                                      |   |   |   |           |                   |
| 1967        | Ленинград      | Спартакиада народов РСФСР (сборная Волгоградской области, 2-я доска) |   |   |   |           | Команда — чемпион |